# گوانگ‌ژو سی‌تی‌اف
گوانگ‌ژو سی‌تی‌اف (انگلیسی: Guangzhou CTF) ساختمان اداری مسکونی ۱۱۱ طبقه مستقر در ناحیه تیانهی، گوانگ‌ژو، گوانگ‌دونگ، چین است، که در سال ۲۰۱۶ احداث گردید.